# Calycophorae
Calycophorae é uma subordem de cnidários da ordem Hydrozoa. Apesar da semelhança, elas não são medusas, mas sim colonias de pequenos pólipos e medusas flutuantes, alguns tem veneno. Essa subordem contem as seguintes famílias:
- Abylidae
- Clausophyidae
- Diphyidae
- Hippopodiidae
- Prayidae
- Sphaeronectidae
- Apolemiidae